# Шура Балаганов
Шура Балаганов е един от спътниците на Остап Бендер в романа „Златният телец” (1931) на руския сатиричен тандем Иля Илф и Евгений Петров.

## Образ
Шура Балаганов се представя като един от синовете на лейтенант Шмит (Паниковски също принадлежи групата на синовете на лейтенанта). Възрастта му е приблизително като тази на Бендер. Той е бордмеханик и неотменна част от екипажа на летящата кола „Антилопа гну“, чийто капитан е Бендер.
Балаганов се запознава със сина на турския поданик (Бендер) в комична ситуация, когато и двамата играят ролята на Шмитови потомци с цел придобиване на парични средства чрез измама. Схватливостта и бързите реакции на Бендер спасяват и двамата от разкриване. Впоследствие Шура се превръща в предан приятел на своя ръководител. Престъпва праволинейното поведение, единствено когато бива подведен от Паниковски и се впуска в приключението, свързано с кражбата на гирите на Корейко.
В даден момент става упълномощено лице при изкупуването на рога и копита в предприятието „Рога и копита“. Това търговско образувание бива закрито, но по-късно Илф и Петров ни разкриват, че то е подето от други и се оказва добър честен начин за печелене на пари.
Шура Балаганов напуска своя благодетел Бендер, когато великият комбинатор се качва на репортерския влак по Източната магистрала.

## Театрални постановки
В постановката „Великият комбинатор“ ролята на Шура Балаганов се изпълнява от известния актьор Георги Мамалев.